# Волгоградский академический симфонический оркестр
Волгогра́дский академи́ческий симфони́ческий орке́стр (до 1995 года — Волгоградский симфонический оркестр) — академический музыкальный коллектив Волгограда и области.

## История
Основан в 1987 году. Организатором, главным дирижёром и художественным руководителем оркестра являлся народный артист РФ Эдуард Серов. В оркестре работают опытные музыканты, представляющие все основные исполнительские школы страны (Москва, Петербург, Нижний Новгород, Казань, Саратов), а также их ученики — воспитанники молодых музыкальных вузов Волгограда.
Дебют оркестра под управлением Э. Серова в полном составе состоялся 2 февраля 1988 года. С 1988/1989 гг. коллектив начал практику регулярных выступлений с абонементными циклами и специальными программами, что составляет в среднем от 60 до 80 концертов за сезон. Постоянной репетиционной и концертной площадкой оркестра с 1989 г. является Волгоградский Центральный концертный зал. Систематически проводятся выездные концерты в концертных залах Волгограда и Волжского.

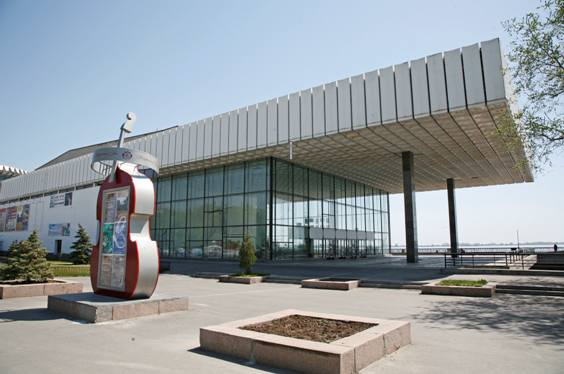
Центральный концертный зал

Оркестр ведет большую гастрольную деятельность. Первые зарубежные гастроли состоялись в июне 1990 г. (Финляндия, Швеция, Дания). Оркестр неоднократно выступал в Италии, Германии, Дании, Испании, Франции, Швейцарии, гастролировал в Австрии, Бельгии, Голландии, Словакии, США. Давал концерты в городах России, в том числе в Москве (концертный зал им. Чайковского) и Петербурге. Принимал участие в международных фестивалях «Романтическая музыка в Саас-Фе» (Швейцария), «Музыкальное лето в Баден-Бадене» (Германия), «Музыка — за мир» (Франция), им. С.Рахманинова (Россия, Тамбов), «Рождественские фестивали» (Италия, Испания).
Обширный репертуар оркестра включает более 1000 сочинений русской и зарубежной классики и произведений современных авторов, в том числе и исполненных впервые в России. Жанровый и стилистический диапазон обладает неограниченной широтой — от музыки Баха и Моцарта до Мессиана, Уэббера, Веберна. Ряд сочинений зарубежных и отечественных авторов исполнен оркестром впервые, в том числе «Реквием» и симфония № 7 (посвящена Э.Серову) Тищенко, сочинения Сигмейстера, Вернера, Фалика, Дебюсси и др. В репертуаре также все симфонические сочинения волгоградских композиторов.
Оркестр под управлением Э. Серова записал 10 CD , выпущенных фирмами MILS , Es-dur , Stylinart , Northern Flowers. На дисках представлены сочинения П. И. Чайковского (4, 5, 6 симфонии, балетные сюиты), М. И. Глинки, Н. А. Римского-Корсакова, А. К. Лядова, М. П. Мусоргского, К. Дебюсси, М. Равеля, Пуленка.
С оркестром выступало множество известных российских и зарубежных музыкантов: дирижёры Фуат Мансуров, Юрий Николаевский, Юрий Кочнев, Сергей Скрипка, Евгений Самойлов, Дмитрий Лисс (Россия), Зигмунд Сатмари, (Германия), Нюрган Арман, Тааво Виркхауз, Томас Конлэн (США), Даниэль Свифт (Канада), Вольфганг Чайпек (Австрия) и др.; пианисты Николай Петров, Денис Мацуев, Алексей Наседкин, Наум Штаркман, Евгений Малинин, Алексей Скавронский, Элиан Родригес, органисты Олег Янченко, Евгения Лисицына, Рубин Абдуллин, Наталия Гуреева, скрипачи Виктор Пикайзен, Ирина Бочкова, Граф Муржа, виолончелисты Игорь Гаврыш, Мария Чайковская, певица Елена Образцова, флейтист Александр Корнеев, баянист Юрий Шишкин и др.
Оркестр является инициатором и соучредителем Международного юношеского конкурса «Симфония» и Международного конкурса молодых пианистов им. П. А. Серебрякова. В 1995 г. оркестром учреждена ежегодная благотворительная программа творческой поддержки юных солистов Волгограда и области «Цветы музыки».
Ряд ведущих солистов оркестра удостоен почётных званий «Заслуженный артист России»: арфистка Ирина Амозова, виолончелисты Елена Аленькая, Георгий Черкасов и Юрий Минкин, скрипачи Вячеслав Остринский и Николай Кадашников, альтист Анатолий Катунин, кларнетист Вячеслав Чернов, фаготист Анатолий Сокирко, валторнист Андрей Горбунов, гобоист Владимир Муха, исполнитель на ударных Алексей Венедиктов, а также лектор-музыковед, постоянная ведущая концертов оркестра Марина Колмакова.
В 1995 г. за высокое исполнительское мастерство и заслуги перед отечественной культурой оркестр был удостоен почётного звания «Академический».
С оркестром на постоянной основе сотрудничали дирижёры: Владимир Стачинский, Андрей Дашунин, Душан Вилич.

## Дирижёры
Эдуард Афанасьевич Серов в 1987 году возглавил новосозданный коллектив — Волгоградский академический симфонический оркестр — и являлся его руководителем до конца жизни (2016). Информационный материал на сайте администрации Волгоградской области оценивает влияние музыканта следующим образом:
Согласие Эдуарда Серова создать и возглавить новый концертный коллектив Поволжья стало неоценимой удачей для всей музыкальной жизни и культуры Волгограда. Город, являвшийся крупнейшим центром Поволжья, в течение долгих десятилетий испытывал настоящий «музыкальный голод». Почти до конца XX века здесь отсутствовала симфоническая культура, находились в состоянии глубокого застоя и все смежные сферы профессионального музицирования. С момента образования оркестра начался отсчет нового этапа в культурной жизни города и области, открылись яркие перспективы и художественные горизонты. В лице Эдуарда Серова оркестр приобрел безупречного лидера — музыканта с высочайшим творческим авторитетом, международной известностью и огромным художественным потенциалом. И главное, руководителя, горячо заинтересованного в настоящем подъёме музыкальной жизни города.
Период поиска нового постоянного руководителя в 2016—2017 годах сопровождался серией встревоженных судьбой оркестра публикаций в СМИ. В это время обязанности главного дирижёра исполнял Юрий Эдуардович Серов (сын Эдуарда Серова) — пианист, дирижёр, имеющий опыт административной и артистической работы в нескольких российских оркестрах. С конца 2016 года он занимает должность директора Музыкального училища им. Мусоргского в Санкт-Петербурге.
С 11 сентября 2017 года художественным руководителем и главным дирижёром оркестра является Андрей Аниханов — заслуженный артист России (1999), заслуженный деятель искусств РФ (2017). С 2010 года и до октября 2017 года он являлся художественным руководителем и главным дирижёром Ростовского государственного музыкального театра, до этого в 1992—2008 годах был главным дирижёром Михайловского театра, в 1991—1996 — художественным руководителем и главным дирижёром Государственного симфонического оркестра Санкт-Петербурга.